# Johann Wigand

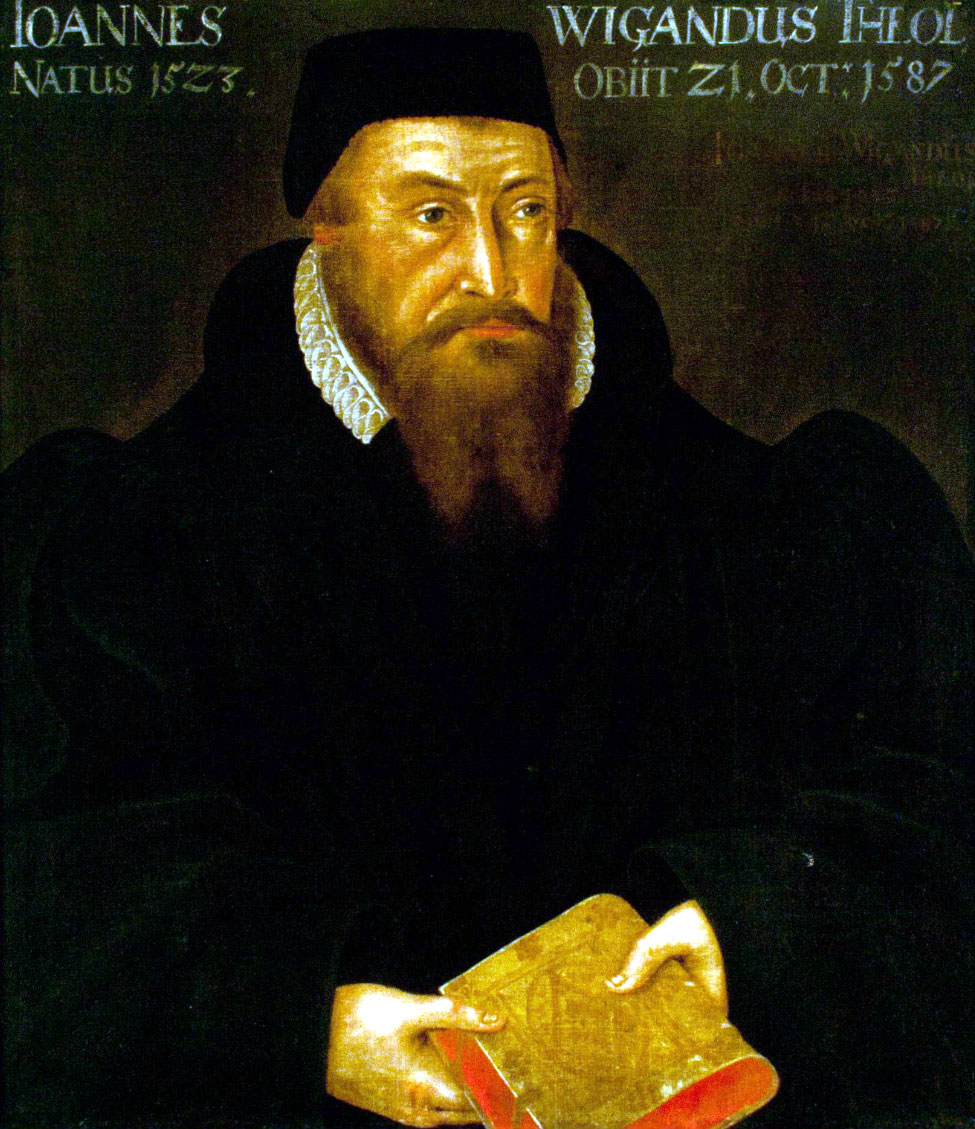
Johann Wigand

Johann Wigand, latinisiert Joannes Wigandus, (* 1523 in Mansfeld; † 21. Oktober 1587 in Liebemühl) war ein evangelischer Theologe und Reformator.

## Leben
Nach dem Besuch der Schule in Mansfeld kam Wigand 1538 an die Universität Wittenberg, wo er unter anderem Luther und Melanchthon hörte. Er unterbrach aber seine Ausbildung und wurde 1540 Lehrer an der Sebaldusschule in Nürnberg. Nach Wittenberg zurückgekehrt, erwarb er am 1. September 1545 den akademischen Grad eines Magisters, wurde 1546 Pfarrer in seiner Heimatstadt und 1553 Superintendent in Magdeburg. Hier begann er auf Anraten des Matthias Flacius Illyricus (1520–1575) zusammen mit Matthias Judex mit der Bearbeitung der Kirchengeschichte aus protestantischer Sicht, den sogenannten Magdeburger Centurien.
Nach einem Zwischenspiel als Professor der Theologie zu Jena begab sich Wigand als Superintendent nach Wismar, wo er mit botanischen Studien begann, aber auch zusammen mit Matthäus Judex an den Centurien weiterarbeitete. Am 12. Juli 1563 wurde Wigand an der Universität Rostock zum Doktor der Theologie promoviert. Eine zweite Wirkungszeit in Jena endete 1573 mit seiner Absetzung und Ausweisung.
Nach kürzeren Aufenthalten in Braunschweig und Wolfenbüttel folgte er einem Ruf an die Universität Königsberg, von wo er den Kampf gegen die Philippisten fortsetzte. Der samländische Bischof Tilemann Hesshus weihte Wigand 1575 in Königsberg zum Bischof von Pomesanien. Da Hesshusius 1577 als Irrlehrer abgesetzt wurde und dann eine Theologieprofessur in Helmstedt annahm, wurde Wigand zusätzlich Bischof des Samlandes. Beide Ämter versah er bis zu seinem Tode 1587. Obschon die Drucklegung  der Centurien 1574 nach dem Erscheinen des 13. Bandes aussetzte, arbeitete er an dem Projekt weiter. Es sind handschriftlich Skizzen zu einer Fortsetzung bis ins 16. Jahrhundert erhalten.
Wigand war einer der Hauptvertreter der Gnesiolutheraner. Er beteiligte sich an allen wichtigen Lehrstreitigkeiten, die nach Luthers Tod in der evangelischen Kirche ausbrachen.

## Werke
- Vitae theologorum Prussicorum. Da das Königsberger Exemplar der Biogramme von Wigand seit 1945 verschollen ist, muss das Wolfenbütteler Dokument (Cod. Guelf. 6. 5 Aug. 2°) als Unikat gelten. Abb., Abb.
- Christliche Erinnerung Von der Bekentnis der Theologen in Meissen vom Abendmal. Jetzt newlich auszgangen. Königsberg, J. Daubmanns Erben, 1574; bis 1575 folgten drei weitere Ausgaben
- De Jesu Christo Deo et Homine. Königsberg, 1575
- Corpus Doctrinae unsers Herrn Jesu Christi und der Apostel. Mühlhausen, 1562
- Methodus oder Heubtartikel christlicher lere. Magdeburg, 1557
- Ob die Newen Wittenberger stets bis daher einig mit den alten geleret, Vnd Ob Lutheri vnd Philippi schrifften durch aus gantz einig vnd einhellig. Wie die Vngenanten Scribenten itzt zu Wittenberg in offentlichem druck schreiben in der Vorrede vber die Smalkaldischen Artikel. Königsberg, 1575
- Synopsis Antichristi romani spiritu oris Christi revelati. Jena, 1560
- Welche Religion die elteste sey, unter der Euangelischen und der Bepstischen. Erinnerung und untrericht [!] für einfeltige Christen. Jena, 1587
- Vera historia de succino Borussico. Jena, 1590 Digitalisat